# Aleš Burger
Aleš Burger (* 27. února 1974 Teplice) je český podnikatel a eventový producent.

## Život a vzdělání v raném věku
Aleš Burger absolvoval Střední průmyslovou školu (SPŠ) v Teplicích v roce 1991.

## Kariéra
Burger začal svou kariéru jako produkční a booking agent v Klubu nezávislé alternativní kultury K.N.A.K. v Teplicích v letech 1992 až 1996. Během této doby organizoval stovky hudebních a divadelních představení.
V letech 1996-2006 pořádal v Teplicích festival Cosmic Trip Open Air, který se stal jednou z největších akcí elektronické hudby v České republice. Festival navštěvovalo až 10 000 lidí a vystoupili zde např. London Elektricity, Pendulum nebo Carl Craig.
V roce 2004 založil Burger v Praze agenturu NEXT LEVEL. NEXT LEVEL organizuje akce pro značky jako Red Bull, BMW nebo Visa, především ve střední Evropě. Agentura pravidelně získává ocenění ve Výročních cenách České eventové asociace.
V roce 2008 Burger spoluzaložil v Praze společnost Auto Outlet Luxury Imports a v roce 2012 crowdfundingovou platformu Hithit.com. V roce 2020 získa Hithit.com ocenění Zonky Innovation Awards.
Od roku 2015 Burger přednáší na Vysoké škole ekonomické v Praze (Fakulta podnikohospodářská).
V letech 2014 až 2019 působil Burger jako show-producent světového šampionátu Red Bull Air Race World Championship v USA, Japonsku, Spojených arabských emirátech a v Evropě.
V roce 2022 Burger rozšířil činnost společnosti NEXT LEVEL založením společnosti NEXT LEVEL SLOVAKIA v Bratislavě na Slovensku.

## Osobní život
Závodil také jako motokárový závodník, v roce 2014 vyhrál sérii Karting Cup a v roce 2022 získal bronzovou medaili na FIA Motorsport Games.
Aleš Burger je ženatý s Ivou Burger a má dvě děti, Sebastiana a Stellu.